# 馬克西米利安·阿諾德
馬克西米利安·阿諾德（德語：Maximilian Arnold；1994年5月27日—）是一位德國足球運動員。在場上的位置是攻擊型中場。他現在效力於德國足球甲級聯賽球隊沃爾夫斯堡足球俱樂部。

## 國家隊生涯
2021年7月，阿諾德入選德国国家奥林匹克足球队大名單，作為三名超齡球員之一參加2020年夏季奧林匹克運動會男子足球比賽。

## 榮譽

### 俱樂部
狼堡
- 德國盃冠軍：2014–15賽季
- 德國超級盃冠軍：2015年